# تسوتسنهاوزن
تسوتسنهاوزن (به آلمانی: Zuzenhausen) یک شهر در آلمان است که در راین-نکار-کرایس واقع شده‌است. تسوتسنهاوزن ۲٬۱۳۵ نفر جمعیت دارد.